# Fénétrange

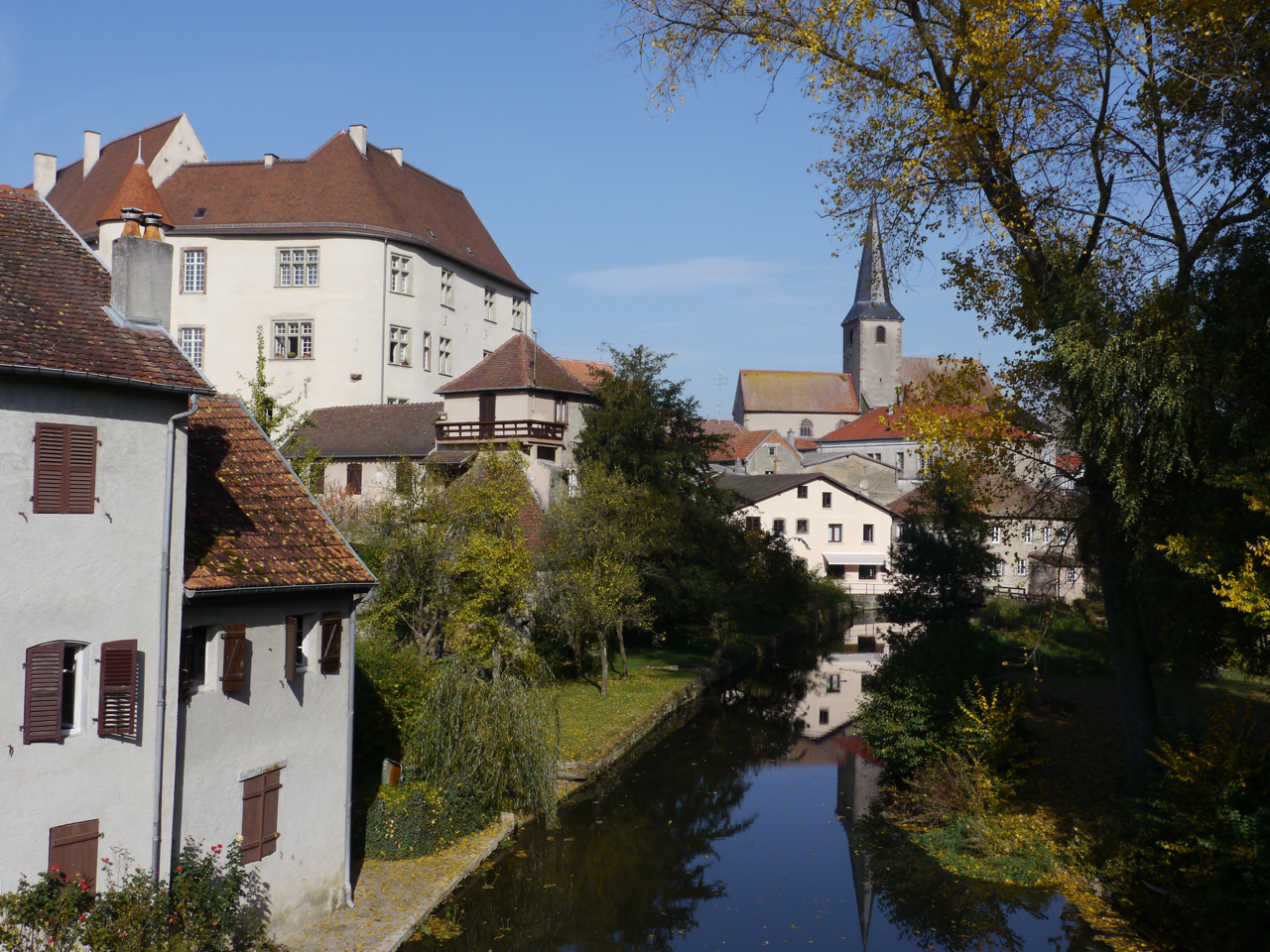
Panorama mit der Saar und der Burg im Hintergrund

Fénétrange (deutsch Finstingen) ist eine französische Gemeinde mit 648 Einwohnern (Stand 1. Januar 2022) im Département Moselle in der Region Grand Est (bis 2015 Lothringen). Sie gehört zum Arrondissement Sarrebourg-Château-Salins.

## Geographie
Der Ort liegt in Lothringen an der oberen Saar zwischen Sarrebourg (deutsch Saarburg) und Sarre-Union (Saarunion) an der Grenze zur historischen Region Elsass. Die deutsche Stadt Saarbrücken ist etwa 40 Kilometer, die französischen Städte Nancy und Metz, beide an der Mosel gelegen, sind 60 bzw. 70 Kilometer entfernt. Das Gemeindegebiet von Fénétrange bildet den östlichsten Zipfel des Regionalen Naturparks Lothringen.
Der Bahnhof Fénétrange lag an der Bahnstrecke Berthelming–Sarreguemines.

## Geschichte
Überlieferte Namen des Orts, dessen mittelalterliche Befestigungsanlagen bis heute überdauert haben, sind Monetarii de Filestengas, Filistenges et Vinstringen (1070), Philistingis (1136), Phylestanges (1222), Finstingen (1323), Vinstingen (1328), Vinstinga (1340), Fenestranges (1433), Phinstingen (1558), Vinstringium (1675), Fénétrange (1793), Fénestrange (19. Jahrhundert).
Vinstringen wurde 1070 erstmals urkundlich erwähnt, hatte eine Münzprägeanstalt und befand sich zu dem Zeitpunkt im Besitz des Kapitels Reimersberg, wurde diesem aber vom Bistum Metz streitig gemacht. Finstingen besaß schon 1382 ein befestigtes Schloss und war bis zum Ende des 15. Jahrhunderts Hauptort einer Herrschaft der Grafen von Saarwerden, die ein freies Lehen des Reichs war. Die Herren von Festingen übten seit dem Mittelalter in der Region Einfluss aus. 1439 besaß Hans von Finstingen die Herrschaft. Der letzte männliche Nachfahre der Familie, Johann von Finstingen, verstarb Ende des 15. Jahrhunderts. Durch seine Töchter kam die Herrschaft teils an die Familie von Salm, teils an französische Magnaten, zuletzt 1665 an Herzog Karl Heinrich von Lothringen.
Der Ort im Herzogtum Lothringen wurde 1766 von Frankreich annektiert und gehörte nach dem Frieden von Frankfurt vom 10. Mai 1871 zum deutschen Reichsland Elsaß-Lothringen. Nach dem Ersten Weltkrieg bestimmte der Versailler Vertrag 1919 die Abtretung der Stadt an Frankreich. Während des Zweiten Weltkriegs war die Region von der deutschen Wehrmacht besetzt.

### Demographie
| Jahr | Einwohner | Anmerkungen |
| ---- | --------- | --- |
| 1793 | 1215      | [ 10 ] |
| 1821 | 1277      | [ 10 ] |
| 1841 | 1470      | [ 10 ] |
| 1861 | 1309      | [ 10 ] |
| 1866 | 1428      | [ 11 ] |
| 1871 | 1331      | in 244 Häusern mit 337 Familien, darunter 562 Evangelische mit eigener Pfarrei, 669 Katholiken und 100 Juden                                                          |
| 1872 | 1339      | am 1. Dezember, in 245 Häusern |
| 1880 | 1241      | am 1. Dezember, auf einer Fläche von 1448 ha, in 241 Wohnhäusern, davon 574 Katholiken, 574 Protestanten und 87 Juden                                                 |
| 1885 | 1220      | [ 15 ] |
| 1890 | 1129      | in 237 Häusern mit 299 Haushaltungen, davon 470 Katholiken, 571 Protestanten, fünf sonstige Christen und 83 Juden (eine Person ohne Angabe der Glaubensbekenntnisses) |
| 1900 | 1057      | meist katholische Einwohner, |
| 1910 | 1058      | [ 17 ] |

| Jahr      | 1962 | 1968 | 1975 | 1982 | 1990 | 1999 | 2007 | 2019 |
| --------- | ---- | ---- | ---- | ---- | ---- | ---- | ---- | ---- |
| Einwohner | 855  | 898  | 847  | 816  | 807  | 823  | 708  | 686  |

## Sehenswürdigkeiten
Die Stadt hat an Profanbauten römische Relikte, das Schloss aus dem 14. Jahrhundert, welches im 16. und 17. Jahrhundert nach der Zerstörung wieder aufgebaut und in ein öffentliches Gebäude umwandelt wurde. Berühmt sind die gotische Kapelle von 1584 und die Wendeltreppe mit Schneckenhausvoluten, die als „Historisches Monument“ (Monument Historique) klassifiziert sind. Weiter vorhanden sind Teile einer Stadtmauer sowie ein Stadttor: im Westen die Porte de France, deren Rundturm noch Überreste aus dem 15. und 16. Jahrhundert aufweist. Außerdem ist noch das Eingangstor zum Schloss hin erhalten. Die beiden Stadttore nach Norden und Osten (Porte d’Allemagne) sind nicht mehr existent, letzteres wurde schon 1824 als Verkehrshindernis angesehen und mit dem Bau der Route Départementale N° 1 von Nancy nach Landau beseitigt.
Viele Straßenzüge bieten noch ein geschlossenes Bild ihrer Straßenfassaden mit Erkern und teils bemerkenswert gestalteten Reliefs, auch wenn der Leerstand deutlich ins Auge fällt.

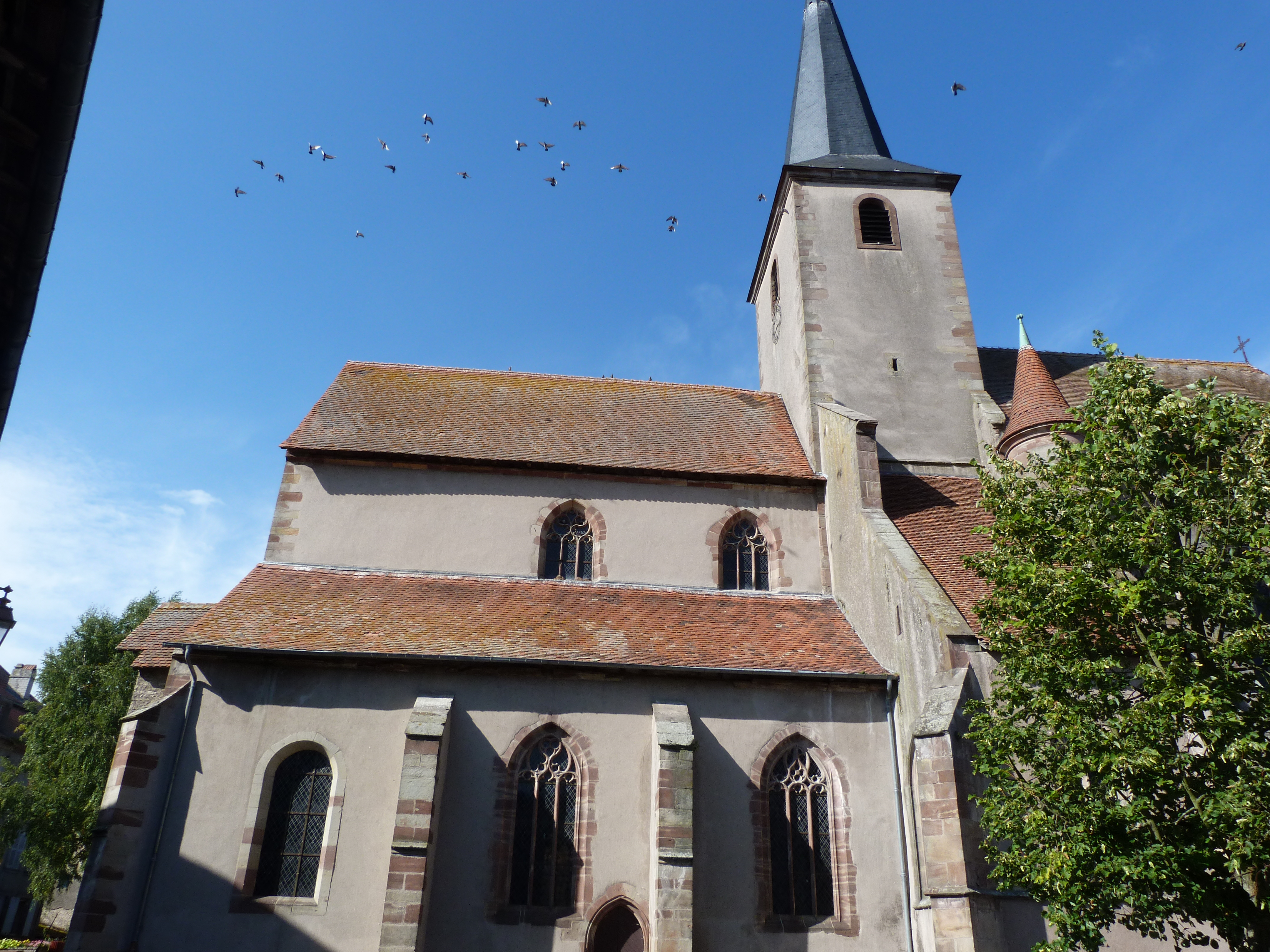
Katholische Kirche St. Remy
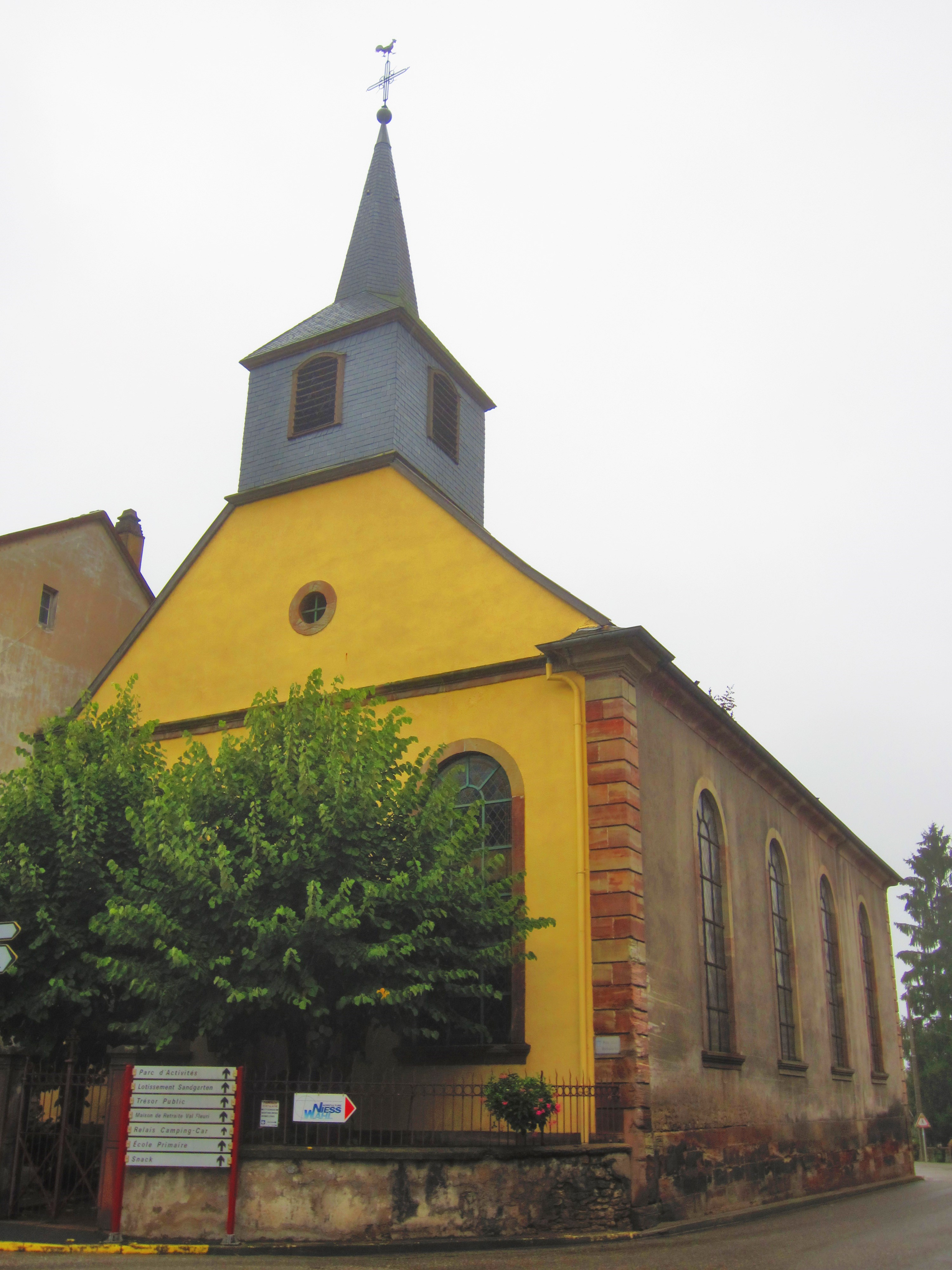
Evangelische Kirche
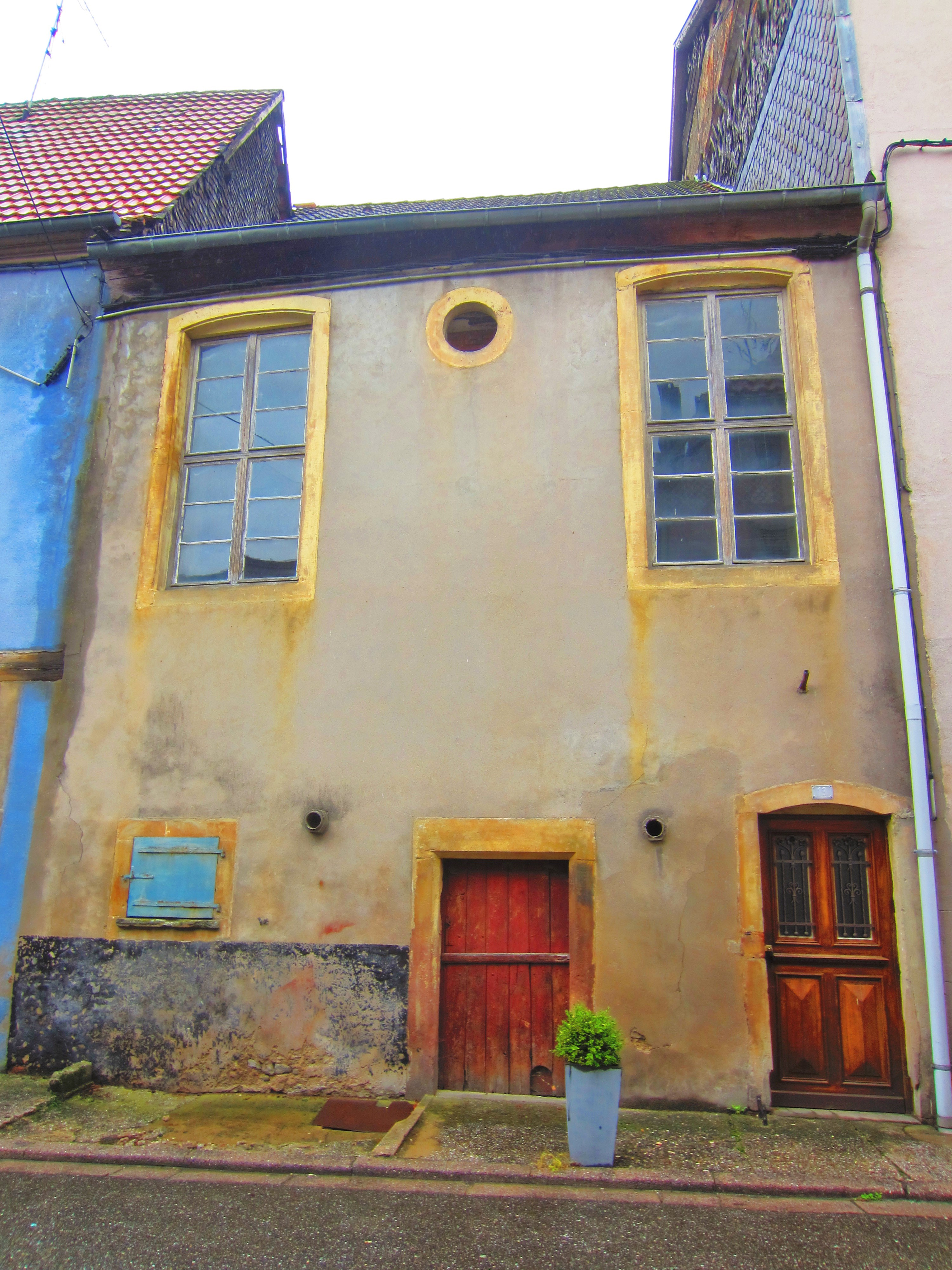
Synagoge
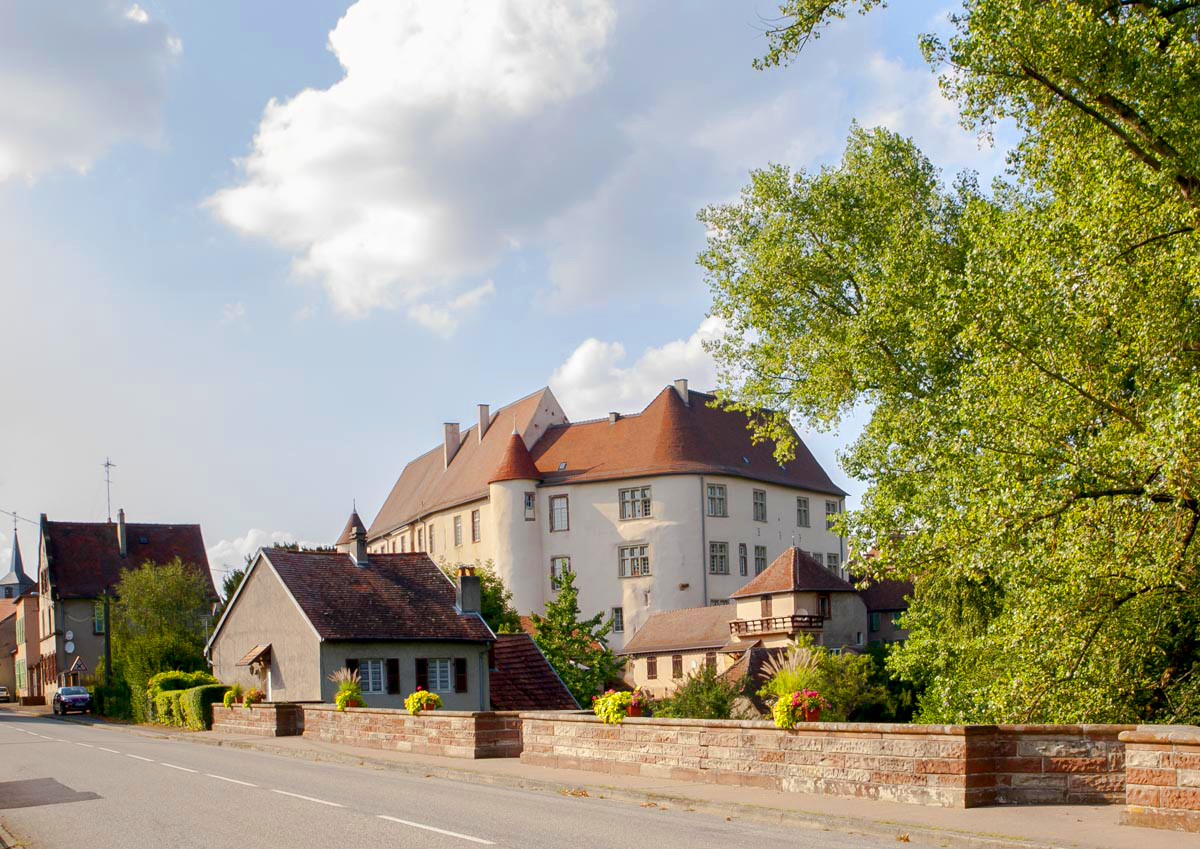
Schloss

Der Barockautor und Satiriker Johann Michael Moscherosch war Amtmann in Fénétrange, eine Tafel am Haus 12, Place du Dr Albert Schweitzer, die 1891 enthüllt wurde, erinnert daran. Leider irrte man sich damals in der Adresse: Moscheroschs Wohn- und Amtshaus befand sich nicht hier, sondern schräg gegenüber. Der Ort selbst diente als Vorlage der fiktiven Heuchelgasse in seinem Roman „Gesichte“. Die nahe gelegene Burg Geroldseck in Niederstinzel spielt ebenfalls eine wichtige Rolle in Moscheroschs Werk. 

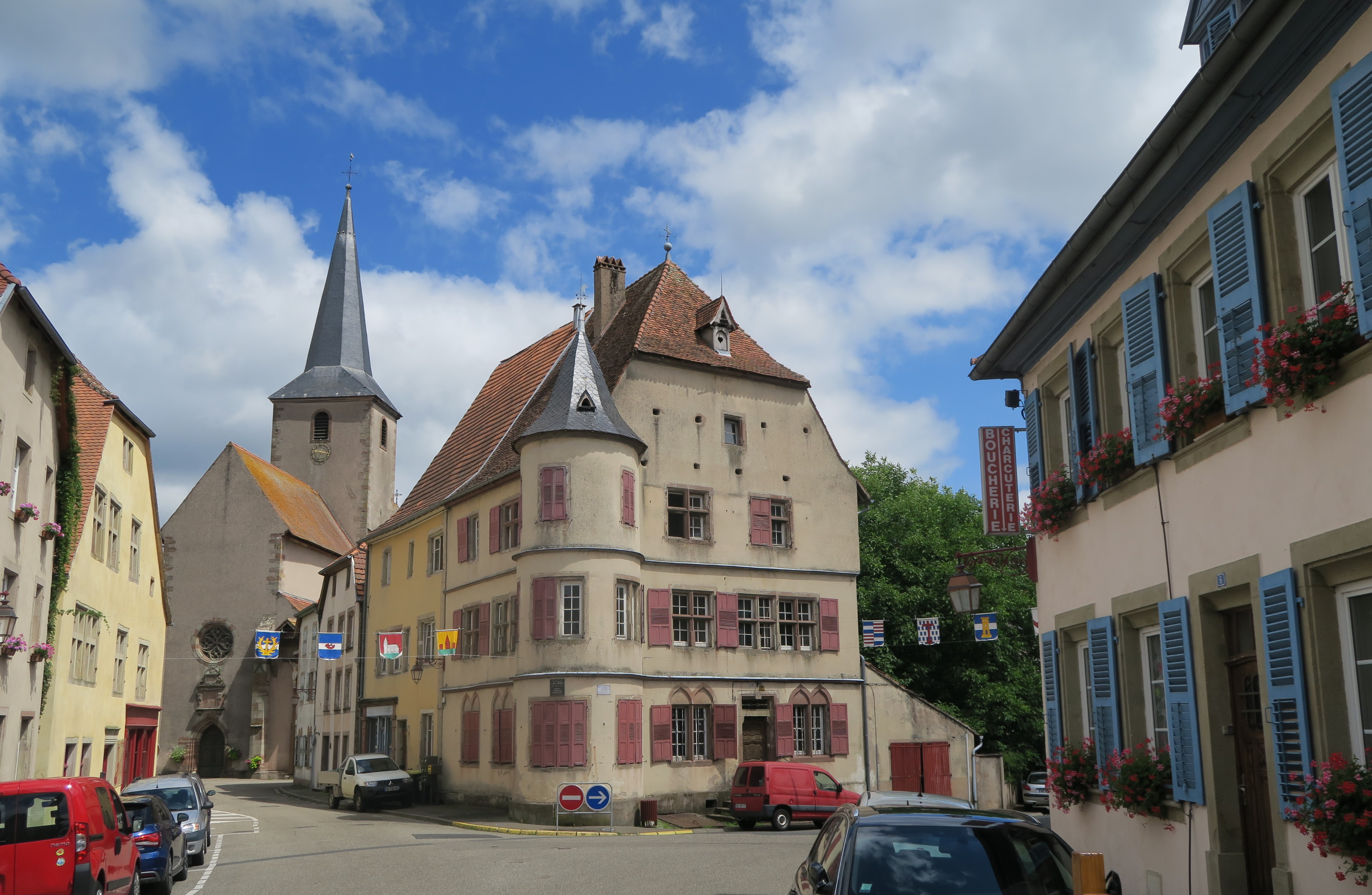
Sogenanntes Moscherosch-Haus

An Sakralbauten ist an erster Stelle die spätgotische, vor der Reformation von Johann von Finstingen und dessen Frau, Beatrix von Ogévillers, als Kollegiatkirche Sankt Peter gegründete Stiftskirche St. Remy zu nennen, deren Baumeister Hans Meiger von Werde aus Straßburg damit für ihn ein eher außergewöhnliches Kirchenbauwerk außerhalb seines angestammten Wirkkreises geschaffen hat. In ihr liegt Erzbischof Heinrich von Vinstingen (vor 1366 bis ~1386) begraben. An der Straßenkreuzung vor der Porte de France D43/D38 liegt die protestantische Pfarrkirche von 1805/06. Fénétrange hatte auch eine jüdische Gemeinde mit eigener Synagoge und einem Jüdischen Friedhof. Aus dem 16. Jahrhundert stammt eine Kapelle mit außenliegender Wendeltreppe in der Rue de L’Hôtel de ville.
Siehe auch: Liste der Monuments historiques in Fénétrange

### Veranstaltungen
Seit 1978 findet im Spätsommer ein Festival für klassische Musik statt.

## Persönlichkeiten
- Heinrich II. von Finstingen († 1286) war Erzbischof und Kurfürst von Trier.
- Der Barockautor Johann Michael Moscherosch (1601–1669) war 1636–1642 einer der Amtmänner der Herrschaft Finstingen.
- Anna Katharina Dorothea von Salm-Kyrburg (1614–1655) war durch Heirat Herzogin von Württemberg.
- Ernst Bogislaw von Croÿ (1620–1684), Bischof von Cammin in Pommern
- Johann Maria Philipp Frimont von Palota, Graf von Palota, Fürst von Antrodocco (1759–1831), war ein österreichischer Kavalleriegeneral und Gouverneur von Mainz.
- Henry Damian Juncker (1809–1868), römisch-katholischer Geistlicher, Bischof von Alton
- Georg Ditsch (1829–1918), Bürgermeister von Finstingen.
- Victor Antoni (1882–1966), autonomistischer Regionalpolitiker und Bürgermeister von Finstingen während des Zweiten Weltkriegs.
- Karl Gümbel (1888–1970), deutscher Generalleutnant im Zweiten Weltkrieg